# 菲律宾驻马来西亚大使馆
菲律宾驻吉隆坡大使馆，是菲律宾对马来西亚设置的外交代表机构。馆址位于马来西亚首都吉隆坡城中城。

## 沿革
马来西亚的前身马来亚联合邦独立后不久，菲律宾总统卡洛斯·加西亚在1959年1月26日第二次国情咨文中首次提及，为加强与东南亚各国的关系，准备在当时的马来亚联合邦建立菲律宾外交机构，菲律宾外交部之后在吉隆坡建立了公使馆。3年后的1961年，菲律宾公使馆升格为大使馆，由尤苏普·阿布巴卡（Yusup Abubakar）担任第一任特派团团长，菲律宾总统卡洛斯·加西亚也在同年对马来西亚进行国事访问，讨论东南亚国家联盟（东盟）的成立。
由于北婆罗洲的领土纠纷，菲律宾大使馆在1960年代两次被勒令关闭。1963年9月16日，马来亚成立了马来西亚联邦，北婆罗洲是其中的一个会员国。菲律宾政府因无法就对北婆罗洲的要求达成令人满意的解决方案而关闭大使馆，并召回了所有马来西亚的外交官，以迫使马来西亚政府解决争端，两国之间的外交和领事关系直到1964年5月才恢复。1968年11月，在菲律宾国会议员小贝尼格诺·阿基诺揭露贾比达大屠杀事件后，同时声称时任菲律宾独裁总统费迪南德·马科斯正在训练一支部队准备进攻马来西亚并夺回沙巴领土，导致马来西亚中断了与菲律宾的所有外交关系。马科斯也下令大使馆再次关闭。

## 结构
菲律宾驻吉隆坡大使馆是一栋两层的住宅结构，建于1962年，1987年被菲律宾收购后改建大使馆。以前该物业是马来西亚第一任首相东姑阿都拉曼的住所。自那时以来，该建筑进行了三次翻新：1993年，2011年和2012年。在2011年的翻新主要是更换建筑物的屋顶和电线，以及在大院内建造凉亭。2012年的翻新工程是3次工程中规模最大的一次，将建筑物从以前的住宅布局转变为更适合大使馆办公功能的开放式设计，但保留具有历史意义的外观。这项由马来西亚菲律宾建筑师巴特·维斯塔（Bart Vista）领导的装修工程于2012年2月开始，包括饭厅改建为社区礼堂，原来的厨房改成了员工餐厅，在二楼有一个像酒店一样的接待区，一个供客人使用的接待室，一间新的会议室以及图书馆，广泛更换地板和其他功能，更新建筑物的电线和空调系统，安装新的彩色玻璃和照明设备，重新粉刷建筑物的外部，并重做大院的景观。该工程于2012年6月10日完成。这项耗资1900万比索的翻新工程由巴特·维斯塔的工作人员、承包商和供应商那里收集了资源，其中包括菲律宾联合建筑师协会的吉隆坡分会（UAP-KL），他们免费提供了所有建筑材料和服务。

## 员工和活动
现任菲律宾驻马来西亚大使由查尔斯·何塞（Charles C. Jose）担任，于2017年4月15日就职。在担任外交大使之前，他曾是外交部发言人兼助理秘书，也曾任菲律宾驻上海总领事，并在北京，重庆，曼谷和新加坡的外交机构担任重要职务。
大使馆的活动主要围绕满足马来西亚海外菲律宾工人和其他菲律宾人社区的需求和福利。同时也警告在马来西亚寻求就业的公民需要警惕非法招募，并帮助促进非法入境马来西亚的菲律宾人的合法化，并与菲律宾移民局和其他政府机构合作，规范在马来西亚流动的劳工。
除了向当地的菲律宾社区提供领事援助外，使馆还促进了菲律宾和马来西亚之间的文化和教育联系，包括主办棉兰老岛菲律宾艺术家的艺术展，举办以食物为主题的活动，甚至与马来亚大学建立了官方联系。

### 沙巴活动
尽管位于吉隆坡，大使馆的团队在菲律宾人口众多的沙巴进行广泛的活动。但由于北婆罗洲的争端，菲律宾政府拒绝在那里设立领事馆，因为这意味着承认马来西亚对该领土的主权。因此，菲律宾方面建议在当地设立一个非政府机构，提供领事服务。2003年1月，位于哥打京那巴魯的菲律宾服务中心被马来西亚政府关闭，理由是该中心不符合《维也纳领事关系公约》，马来西亚敦促菲律宾政府在当地设立一个完整的领事馆。菲律宾外交部副部长劳罗·巴哈（Lauro Baja Jr.）表示建立领事馆的决定“太政治化了”，但会就在沙巴建立领事馆的可能性进行讨论。他补充说，这并不意味着菲律宾对沙巴的主张政策将有任何改变，而仅仅是向该岛上的菲律宾国民提供人道主义援助。

## 历任大使
- 查尔斯·何塞（Charles C. Jose）-2017年4月15日至今
- 爱德华多·马拉亚（Jose Eduardo E. Malaya III）-2011年9月至2017年3月